# 诺基亚N97
诺基亚N97是一款诺基亚N系列的高端智能手机，在2008年12月2日公布。并且在2009年6月9日作为诺基亚N96的后继型号公开发布。诺基亚N97是诺基亚在诺基亚5800 XpressMusic后的第二台基于S60软件平台的触屏手机，它装备了可滑动QWERTY键盘。诺基亚N97运行的操作系统为Symbian v9.4(S60 5th)。随后发行了一个体积更小的mini改进型号。

## 发售
诺基亚 N97于2009年6月9日在美国旗舰店发售，2009年6月26日向世界范围发售。截至2009年9月销售了200万台N97。
N97预先安装了Quick Office的试用版，Adobe Reader，Boingo，Joikuspot，Ovi 地图和Ovi store.
诺基亚在2009年10月发布了新固件，使得N97支持动态滚动并且修复了初始固件存在的BUG。
2009年10月，作为改进型号的N97 Mini发售。

## 运行时间
非正规的测试表明，在正常使用N97的各项功能时，电池可以至少使用2天。 诺基亚公布的数据如下
- 通话时间：3G条件下最多6.0小时，GSM条件下最多9.5小时
- 待机时间：3G条件下最多17天，GSM条件下最多18天
- 视频播放：离线模式下最多4.5小时
- 录制视频：离线模式下最多3.6小时
- 音乐播放：离线模式下最多40小时

## 特殊应用
搭配DVB-H诺基亚移动电视接收器SU-33W就可以在手机上收看电视节目。
兼容诺基亚的N-Gage游戏平台，而且是唯一一个可以使用该平台的觸控螢幕。

## 诺基亚N97 Mini
诺基亚N97 Mini作为N97的改进型号于2009年10月发售。诺基亚 N97 Mini缩减了N97的一些功能，比如8 GB内置存储，3.2 英寸触摸屏，电池容量也更小。键盘也经过了重新设计。左部的十字键给右部的四个按键取代。各键高度和各键间距也提高了，使得输入更加舒适。
下表列出了一些主要区别。
|                         | N97                    | N97 mini               |
| ----------------------- | ---------------------- | ---------------------- |
| 设备尺寸                | 117.2 x 55.3 x 15.9 mm | 113 x 52.5 x 14.2 mm   |
| 音量                    | 88 cc                  | 75 cc                  |
| 重量                    | 150 g                  | 138 g                  |
| LCD螢幕(640×360 分辨率) | 3.5 寸                 | 3.2 寸                 |
| 内置存储                | 32 GB                  | 8 GB                   |
| NAND RAM                | 256 MB (约73 MB可用)   | 512 MB (约277 MB 可用) |
| FM 收音机               | 可用                   | 不可用                 |
| 电池型号                | BP-4L 3.7 V 1500 mAh   | BL-4D 3.7 V 1200 mAh   |
| GSM最长通话时间         | 9.5小时                | 7.1小时                |
| WCDMA最长通话时间       | 6.0小时                | 4.0小时                |
| GSM最长待机时间         | 18天                   | 13天                   |
| WCDMA最长待机时间       | 17天                   | 13天                   |
| 网页浏览器版本          | 低于7.3                | 7.3                    |

与FJ Benjamin和Rauol合作的“N97 mini Raoul限量发行版”在2009年10月末在马来西亚和新加坡发售。它包含新的时尚亚洲小部件。

## 后继型号
N97有三部后继型号的手机。2010年发售的N8也是一款多媒体旗舰机。诺基亚C6-00和诺基亚 N900则继承了诺基亚N97的侧滑键盘。